# Podnoszenie ciężarów na Igrzyskach Azjatyckich 2014
Podnoszenie ciężarów na Igrzyskach Azjatyckich 2014 odbywało się w dniach 20–26 września 2014 roku. Rywalizacja odbywała się w Gyeyang Asiad Archery Field w Incheon w piętnastu konkurencjach.

## Podsumowanie

### Klasyfikacja medalowa
| Klasyfikacja medalowa | Klasyfikacja medalowa | Klasyfikacja medalowa | Klasyfikacja medalowa | Klasyfikacja medalowa | Klasyfikacja medalowa |
| Miejsce               | państwo               | Złoto                 | Srebro                | Brąz                  | Razem                 |
| --------------------- | --------------------- | --------------------- | --------------------- | --------------------- | --------------------- |
| 1                     | Chiny                 | 7                     | 5                     | 2                     | 14                    |
| 2                     | Korea Północna        | 4                     | 3                     | 2                     | 9                     |
| 3                     | Chińskie Tajpej       | 2                     | 0                     | 2                     | 4                     |
| 4                     | Kazachstan            | 1                     | 3                     | 0                     | 4                     |
| 5                     | Iran                  | 1                     | 1                     | 0                     | 2                     |
| 6                     | Indonezja             | 0                     | 1                     | 1                     | 2                     |
| =                     | Korea Południowa      | 0                     | 1                     | 1                     | 2                     |
| 8                     | Wietnam               | 0                     | 1                     | 0                     | 1                     |
| 9                     | Tajlandia             | 0                     | 0                     | 3                     | 3                     |
| =                     | Uzbekistan            | 0                     | 0                     | 3                     | 3                     |
| 11                    | Irak                  | 0                     | 0                     | 1                     | 1                     |
| Razem                 | Razem                 | 15                    | 15                    | 15                    | 45                    |

### Medaliści
| Konkurencja    | 1. miejsce            | 2. miejsce            | 3. miejsce             |
| Mężczyźni      | Mężczyźni             | Mężczyźni             | Mężczyźni              |
| -------------- | --------------------- | --------------------- | ---------------------- |
| do 56 kg       | Om Yun-chol           | Thạch Kim Tuấn        | Wu Jingbiao            |
| do 62 kg       | Kim Un-guk            | Chen Lijun            | Eko Yuli Irawan        |
| do 69 kg       | Lin Qingfeng          | Kim Myong-hyok        | Karrar Mohammed        |
| do 77 kg       | Lü Xiaojun            | Kim Kwang-song        | Chatuphum Chinnawong   |
| do 85 kg       | Tian Tao              | Kianoush Rostami      | Ulugʻbek Alimov        |
| do 94 kg       | Liu Hao               | Ałmas Öteszow         | Lee Chang-ho           |
| do 105 kg      | Yang Zhe              | Kim Min-jae           | Sardorbek Dusmurotov   |
| powyżej 105 kg | Behdad Salimi         | Ai Yunan              | Chen Shih-chieh        |
| Kobiety        |                       |                       |                        |
| do 48 kg       | Margarita Jelisiejewa | Sri Wahyuni Agustiani | Mahliyo Togoeva        |
| do 53 kg       | Hsu Shu-ching         | Zülfija Czinszanło    | Zhang Wanqiong         |
| do 58 kg       | Ri Jong-hwa           | Wang Shuai            | Rattikan Gulnoi        |
| do 63 kg       | Lin Tzu-chi           | Deng Wei              | Jo Pok-hyang           |
| do 69 kg       | Xiang Yanmei          | Ryo Un-hui            | Huang Shih-hsu         |
| do 75 kg       | Kim Un-ju             | Kang Yue              | Rim Jong-sim           |
| powyżej 75 kg  | Zhou Lulu             | Marija Grabowiecka    | Chitchanok Pulsabsakul |